# 謝爾本 (內華達州)
謝爾本（英語：Schellbourne）是位於美國內華達州白松縣的非建制地區。

## 歷史
謝爾本的郵局於1871年設立，其後於1925年停運。

## 地理
謝爾本所處的海拔為高於海平面1867米（即6125英呎），而該地所採用的時區為UTC-8，即太平洋时区（PST）。同時該地設有夏令時間，為UTC-8調快一小時，即UTC-7（PDT）。